# Thalassoma duperrey
Thalassoma duperrey là một loài cá biển thuộc chi Thalassoma trong họ Cá bàng chài. Loài cá này được mô tả lần đầu tiên vào năm 1824.

## Từ nguyên
Từ định danh của loài cá này, duperrey, được đặt theo tên của Louis Isidore Duperrey, sĩ quan hải quân người Pháp và nhà thủy văn học biển.

## Phạm vi phân bố và môi trường sống
T. duperrey có phạm vi phân bố giới hạn ở Bắc Thái Bình Dương. Đây là một loài đặc hữu của quần đảo Hawaii và đảo san hô Johnston.
T. duperrey sống gần các rạn san hô viền bờ và đá ngầm ở độ sâu được ghi nhận đến ít nhất là 25 m.

## Mô tả
T. duperrey có chiều dài cơ thể tối đa được ghi nhận là 28 cm. Như nhiều loài cá bàng chài khác, T. duperrey là một loài lưỡng tính tiền nữ (protogynous hermaphrodite), nghĩa là tất cả cá con đều phải trải qua giai đoạn trung gian là cá cái trước khi biến đổi hoàn toàn thành cá đực.
Cá trưởng thành có thân màu xanh lục với nhiều đường sọc dọc màu tím ở mỗi bên thân; đầu có màu xanh lam thẫm. Một khoảnh màu đỏ da cam đặc trưng ở loài cá này nằm ngay sau đầu. Cá đực thường có thêm một vệt màu trắng ở phía sau khoảnh màu đỏ cam này. Vây lưng và vây hậu môn có một dải màu hồng tím ở gần gốc vây. Vây ngực có các tia màu xanh lam. Vây đuôi lõm sâu, hình lưỡi liềm, có viền màu hồng tím ở rìa trên và dưới. Cá con có một dải sọc đen từ mõm, băng qua mắt và kéo dài đến cuống đuôi; liền ngay dưới dải sọc đen này là một dải sọc trắng, và một dải sọc màu vàng nâu dưới bụng

## Sinh thái và hành vi
Thức ăn của T. duperrey là các loài thủy sinh không xương sống nhỏ, bao gồm cả cầu gai. Cá con và cả cá trưởng thành cũng được xem là cá dọn vệ sinh, vì chúng đã được quan sát là ăn ký sinh trên cơ thể của những loài cá khác.
T. duperrey sống thành từng nhóm, và phạm vi của chúng thường chồng lấn lên nhau.

### Sinh sản và phát triển
Trong một khảo sát tại vịnh Kaneohe (Hawaii), người ta nhận thấy, cá cái có noãn chín nhiều nhất là vào mùa đông và thấp nhất là vào mùa hè; tỉ lệ cá cái có thể sinh sản vào các tháng hè cũng thấp hơn so với các tháng còn lại trong năm.
Giai đoạn cá bột kéo dài trong khoảng 90 ngày. T. duperrey thuần thục sinh dục khi đạt đến chiều dài 6 cm, nhiều khả năng diễn ra trong vòng chưa đầy một năm kể từ lúc thụ tinh.
Việc chuyển giới từ cá cái sang cá đực hoàn thành trong vòng 12 tuần, nhưng cũng có thể kết thúc sớm hơn với thời gian tối thiểu là 8 tuần. Thông thường, ở những loài cá rạn san hô, việc loại bỏ một cá thể thống trị duy nhất trong đàn có thể gây ra sự thay đổi giới tính ở một cá thể khác. Tuy nhiên, ở T. duperrey, sự thay đổi giới tính đòi hỏi có sự kích thích thị giác từ các cá thể đồng loại nhỏ hơn. Một con cá cái có thể thay đổi giới tính khi một số lượng tương đối các cá thể đồng loại lớn hơn và nhỏ hơn cùng thay đổi trong phạm vi sinh sống của nó.

### Phát tín hiệu âm thanh
Những tín hiệu âm thanh từ cá đực của cả hai loài cá bàng chài Gomphosus varius và T. duperrey đã được ghi nhận tại các rạn san hô ở Hawaii. Cá đực cả hai loài đều phát ra hai loại dãy xung, được ký hiệu là dạng I và dạng II. Xung loại I được phát ra trong suốt quá trình sinh sản và tán tỉnh, trong khi xung loại II chỉ xuất hiện ở các hành vi liên quan đến việc tán tỉnh. Người ta nhận thấy, xung loại I của G. varius có tần số thấp hơn xung cùng loại của T. duperrey, và có dải tần hẹp hơn so với T. duperrey.

### Lai tạp
Nhiều cá thể lai giữa T. duperrey và hai loài trong cùng chi là Thalassoma lutescens và Thalassoma quinquevittatum đã được ghi nhận tại vùng biển Hawaii và đảo Johnston. Cả T. lutescens và T. quinquevittatum đều rất hiếm khi được bắt gặp tại khu vực này.
Ngoài ra, T. duperrey cũng đã lai với một loài bàng chài khác chi là G. varius, được ghi nhận ở bờ biển phía tây đảo Hawaii.

### Trích dẫn
- John E. Randall; Phillip S. Lobel; E. H. Chave (1985). "Annotated checklist of the fishes of Johnston Island" (PDF). Pacific Science. Quyển 39 số 1. tr. 24–80.[liên kết hỏng]
- B. C. Victor (1986). "Duration of the planktonic larval stage of one hundred species of Pacific and Atlantic wrasses (family Labridae)" (PDF). Marine Biology. Quyển 90 số 3. tr. 317–326.